# تل شعبان
تل شعبان مربوط به دوران پیش از تاریخ ایران باستان - دوران‌های تاریخی پس از اسلام است و در شهرستان بیضا، بخش بیضاء، روستای ریجان واقع شده و این اثر در تاریخ ۱۲ بهمن ۱۳۸۱ با شمارهٔ ثبت ۷۱۷۹ به‌عنوان یکی از آثار ملی ایران به ثبت رسیده است.